# Domenico Lalli
(Benedetto) Domenico Lalli (eigentlich Nicolò Sebastiano Biancardi; * 27. März 1679 in Neapel; † 9. Oktober 1741 in Venedig) war ein italienischer Librettist.

## Leben
Biancardi war in Neapel bei der Annunziata-Bruderschaft angestellt. Als er 1706 des Diebstahls bezichtigt wurde, floh er nach Rom. Dort lernte er den Komponisten Emanuele d’Astorga kennen, mit dem er anschließend durch Italien wanderte. 1709 nahm er das Pseudonym Domenico Lalli an. Von 1710 bis 1718 schrieb er Libretti für das venezianische Teatro San Cassiano, die von den bedeutendsten Komponisten Venedigs vertont wurden; ab 1719 war er Impresario des Teatro San Samuele und des Teatro San Giovanni Grisostomo. In den frühen 1720er Jahren wirkte er bei Franz Anton von Harrach, dem Erzbischof von Salzburg, von 1727 bis 1740 war er Hofdichter bei Kurfürst Karl Albrecht von Bayern. Während dieser Zeit machte er die Bekanntschaft von Metastasio und Goldoni; Letzterer rühmte oft sein „poetisches Genie“.

## Stil
Mit Ausnahme von Elisa (1711), der ersten in Venedig aufgeführten Opera buffa überhaupt, entsprechen die meisten Werke Lallis dem zeitgenössischen Stil der Opera seria.

## Werke (Auswahl)
- L’amor tirannico (1710), vertont u. a. von Francesco Gasparini und Georg Friedrich Händel (als Radamisto)
- Ottone in villa (1713), vertont von Antonio Vivaldi
- Il gran Mogol (1713), vertont u. a. von Francesco Mancini, Giovanni Porta (1717 als L’Argippo), Andrea Stefano Fiorè (1722 als L’Argippo) und Antonio Vivaldi (1730 als Pasticcio Argippo)
- Il Tigrane (1715), vertont von Alessandro Scarlatti und Tomaso Albinoni (als L’amor di figlio non conosciuto)
- Arsilda, regina di Ponto (1716), vertont von Antonio Vivaldi
- Il Cambise (1719), vertont von Alessandro Scarlatti
- Gli eccessi dell’infedeltà (1720), vertont von Antonio Caldara
- Gli eccessi della gelosia (1722), vertont von Tomaso Albinoni
- Damiro e Pitia (1724), vertont von Nicola Antonio Porpora